# Viliam Schrojf
Viliam Schrojf (* 2. August 1931 in Prag; † 1. September 2007 in Bratislava) war ein tschechoslowakischer Fußballtorwart. Er spielte von 1955 bis 1965 für ŠK Slovan Bratislava.
Während seiner zwölfjährigen internationalen Karriere bestritt Schrojf 39 Spiele für die Tschechoslowakei.
Trotz zweier folgenschwerer Patzer im Endspiel der Fußball-Weltmeisterschaft 1962 in Chile, als die Tschechoslowakei Brasilien 1:3 unterlag, wurde Schrojf als bester Torhüter des Turniers bezeichnet.
Schrojf debütierte in der Nationalelf 1953 als Ersatztorwart bei einer 1:5-Heimniederlage in Prag gegen das damals mit Ferenc Puskás und Sándor Kocsis übermächtige Ungarn.
Die nächsten zwei Jahre wurde er nicht wieder berufen, sicherte sich dann aber das Trikot mit der Nummer 1 und behielt die Position bis 1965, als die Tschechoslowakei in der Qualifikation für die Fußball-Weltmeisterschaft 1966 in England scheiterte.
Schrojf überstand als erster tschechoslowakischer Torhüter über 100 Erstligaspiele ohne Gegentor, was ihm die Mitgliedschaft im Klub ligových brankářů einbrachte.

## Nachweise
1. ↑   Slovakian Viliam Schrojf, who was named the best goalkeeper in the 1962 football World Cup, has died aged 76, Supersoccer, 2. September 2007 (englisch).

| Personendaten    | Personendaten                       |
| ---------------- | ----------------------------------- |
| NAME             | Schrojf, Viliam                     |
| KURZBESCHREIBUNG | tschechoslowakischer Fußballspieler |
| GEBURTSDATUM     | 2. August 1931                      |
| GEBURTSORT       | Prag                                |
| STERBEDATUM      | 1. September 2007                   |
| STERBEORT        | Bratislava                          |